# 去勢牛
去勢牛（きょせいぎゅう／食用去勢牛：steer、農耕去勢牛：ox）は精巣を除去された雄牛。古くは閹牛（えんぎゅう）と呼ばれた。
主に肉質を柔らかくすることや群飼時の牛同士の競合軽減を目的として種牛を除く雄牛は基本的に去勢が行われる。去勢の実施が早すぎると尿道の発育が遅れ、尿石症にかかる危険性があり、逆に遅すぎると月齢経過による雄牛の成長で去勢期間のストレスが増大し、発育遅延の原因になる可能性があるため、3 - 5ヶ月以内を目安に実施するのが一般的とされる。

## 去勢手法
去勢の手法としていくつかの代表的な手法があるが、メリットデメリットの差異はあれど牛に対して少なからずストレスをかける行為となる。日本国外においては牛に与えるストレス抑制緩和のため、去勢実施にあたり非ステロイド性消炎鎮痛薬（NSAIDs）の単体使用または局所麻酔剤との併用使用が推奨されている。

### 無血去勢法
無血去勢器（挫滅鋏、バルザック）と呼ばれる専用器具を用いた去勢法で、器具により精索を挟み込み、血流を絶つことで睾丸を萎縮させる。バルザック法やカストレーター法とも呼称する。出血もなく術後感染の心配がないため比較的リスクが低い手法となるが、睾丸が萎縮するまで術後1か月程度は鬱血により大きく腫れ上がるため、雄牛のストレスは持続する。

### ゴムリング法
小さなゴムを専用器具で引き延ばして睾丸をくぐらせ、ゴムの圧迫により血流を途絶えさせて1か月から1か月半かけて壊死させる手法。比較的作業が簡易なため、人手の少ない小規模農場などでの実施に向くが、睾丸脱落ごろに破傷風などの感染症にかかる危険性がある。

### 観血去勢法
陰嚢下部を刃物等で切開し、睾丸および精管を引き抜く去勢法。他の手法と比較して事前準備や手順が煩雑となり牛の出血も伴うが、牛に与えるストレスは短期間のため、他の手法と比較して飼料摂取量などが落ちにくく生産性への影響が少ないとされる。